# Cristian Manuel Chávez
Cristian Manuel Chávez (ur. 16 czerwca 1986 w Pilar) – argentyński piłkarz występujący na pozycji pomocnika. Zawodnik klubu Boca Juniors.

## Kariera klubowa
Chávez zawodową karierę rozpoczynał w sezonie 2004/2005 w zespole Boca Juniors z Primera División Argentina. W tych rozgrywkach zadebiutował 3 lipca 2005 roku w przegranym 2:3 pojedynku z San Lorenzo de Almagro. W 2005 roku zdobył z klubem mistrzostwo fazy Apertura, Copa Sudamericana oraz Recopa Sudamericana, w 2006 mistrzostwo Clausura oraz ponownie Recopa Sudeamericana, a w 2007 Copa Libertadores. 22 czerwca 2008 roku w wygranym 6:2 spotkaniu z Tigre strzelił pierwszego gola w Primera División. W tym samym roku zdobył z zespołem mistrzostwo fazy Apertura oraz po raz trzeci Recopa Sudamericana.

## Kariera reprezentacyjna
W reprezentacji Argentyny Chávez zadebiutował 17 marca 2011 roku w wygranym 4:1 towarzyskim meczu z Wenezuelą, w którym strzelił także gola.